# Paul Romer
Paul Michael Romer (sinh ngày 7 tháng 11 năm 1955 tại Denver) là một học giả kinh tế người Mỹ.
Romer đã được trao giải Nobel Kinh tế vào năm 2018 vì "tích hợp các sáng kiến công nghệ vào phân tích kinh tế vĩ mô dài hạn". Ông đã nhận chung giải Nobel Kinh tế năm 2018 với William Nordhaus.

## Tiểu sử
Paul Romer Là con trai của Roy Romer và Bea Romer. Ông đã học vật lý và toán học, và lấy bằng cử nhân toán học tại Đại học Chicago năm 1977. Sau đó, Paul Romer chuyển sang học ngành kinh tế. Luận án của ông, bắt đầu nghiên cứu tại Viện Công nghệ Massachusetts, được tiếp tục tại Đại học Queen ở Canada và hoàn thành trong năm 1983 ở Chicago. Từ năm 1982 đến 1988, ông là trợ lý giáo sư tại Đại học Rochester, sau đó là giáo sư tại Đại học Chicago. Năm 1990, ông chuyển sang làm giáo sư tại Đại học California tại Berkeley, và vào năm 1996 tại trường Kinh doanh thuộc Đại học Stanford. Ông cũng làm việc đồng thời cho Viện Hoover.
Luận án của Romer nghiên cứu về tốc độ tăng trưởng kinh tế  và sau này trở thành người đồng sáng lập của lý thuyết tăng trưởng nội sinh, đặc biệt là qua mô hình Romer của ông. Năm 2015, ông gây ra cuộc tranh luận Mathiness về việc sử dụng toán trong kinh tế học vĩ mô.
Năm 2001, ông tạm rời môi trường học thuật để lập một startup có tên Aplia với hoạt động chính là phát triển các bộ bài tập về nhà trực tuyến cho sinh viên đại học. Năm 2007, Aplia được Cengage Learning mua lại.